# Station Trzemeszno Lubuskie
Station Trzemeszno Lubuskie is een spoorwegstation in de Poolse plaats Trzemeszno Lubuskie.